# 堀畑裕也
堀畑裕也（ほりはた ゆうや，1990年7月30日—），日本男子游泳运动员。愛知縣出生，畢業於志段味中学校及豐川高校，現就讀於日本体育大学。

## 生涯
2010年，堀畑代表日本參加廣州亞運會游泳比賽的男子200米及400米个人混合泳項目，奪得一金一銅。